# Batalla de Fort Dearborn
La Batalla de Fort Dearborn fue una confrontación militar entre soldados de los Estados Unidos y los nativos Potawatomi que tuvo lugar el 15 de agosto de 1812 cerca de Fort Bearborn, en lo que ahora es Chicago, Illinois, junto al Río Chicago. La batalla tuvo lugar durante la Guerra de 1812, y tras la misma se produjo la evacuación del fuerte ordenada por el comandante del Ejército de Estados Unidos del Noroeste, William Hull. La batalla duró solo aproximadamente 15 minutos y finalizó con una victoria completa de los Potawatomi. Después de la batalla, Fort Dearborn fue incendiado. Algunos de los soldados y colonos que habían sido tomados prisioneros fueron rescatados.
Tras de la batalla, el gobierno estadounidense se convenció de que todos los indios debían ser expulsados del territorio y de las inmediaciones de los asentamientos, ya que los colonos continuaban migrando a la zona. El fuerte fue reconstruido en 1816.

## Antecedentes

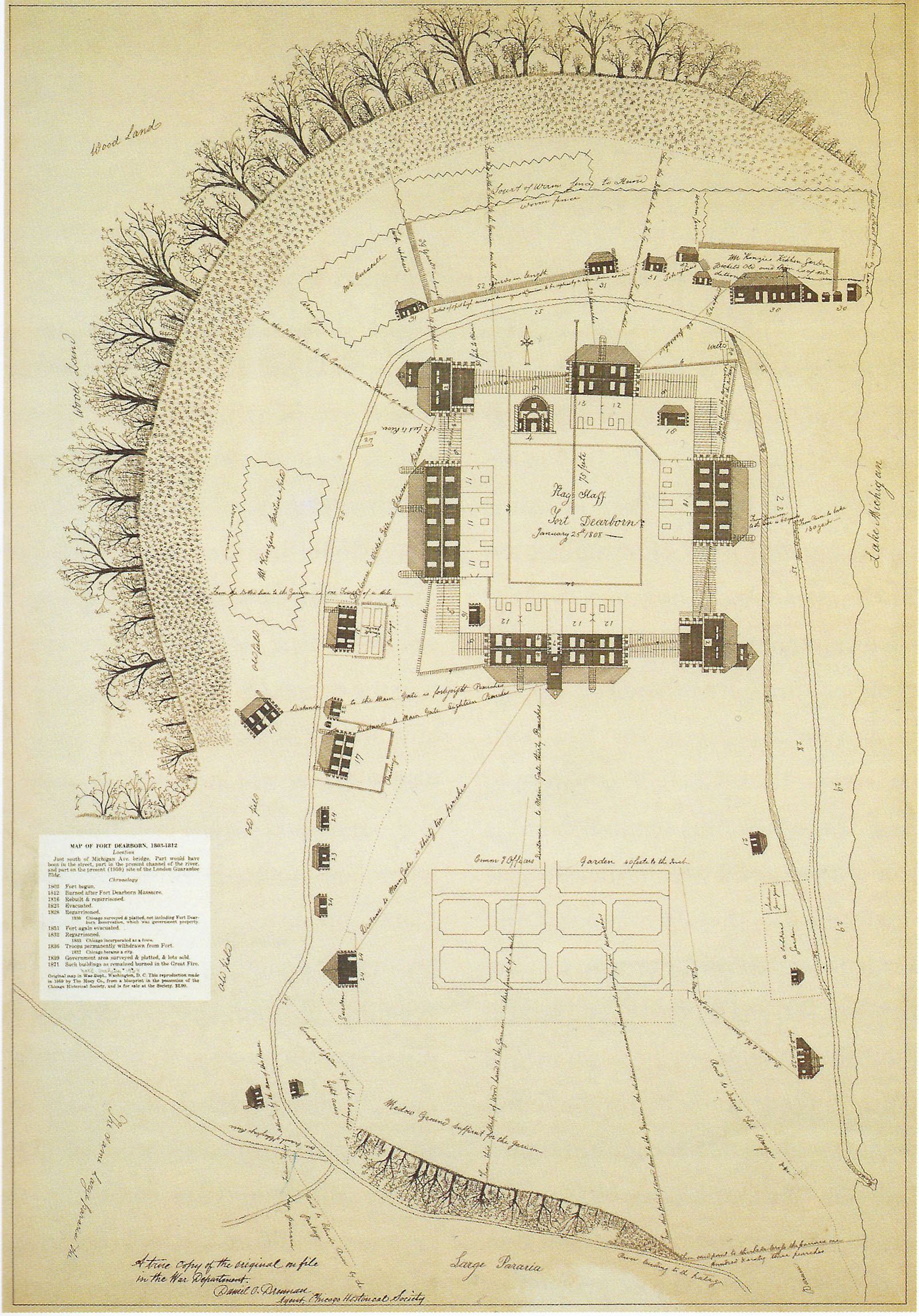
Plano de Fort Dearborn dibujado por John Whistler en 1808

Fort Dearborn fue construido por soldados de los Estados Unidos por orden de Capitán John Whistler en 1803. Estaba ubicado en la ribera sur del río Chicago, en lo que ahora es el área comunitaria El Loop de Chicago. Esa área se consideraba desierto; a la vista del comandante posterior, Heald, "remotamente alejado del mundo civilizado." El fuerte recibió el nombre de Henry Dearborn, entonces Secretario de Estados Unidos de Guerra. Había sido encargado después del Tratado de Greenville en Fort Greenville el 3 de agosto de 1795.
El imperio británico tuvo que ceder el Territorio del Noroeste — que comprende los estados modernos de Ohio, Indiana, Illinois, Míchigan, Wisconsin, y partes de Minnesota — a los Estados Unidos por el Tratado de París en 1783. Sin embargo, el área había sido objeto de disputa entre los nativos americanos y los Estados Unidos desde la aprobación de la Ordenanza Noroeste en 1787. Las Naciones indias siguieron a Tenskwatawa, el profeta Shawnee y el hermano de Tecumseh. Tenskwatawa tuvo la visión de limpianr su sociedad expulsando los "hijos del Espíritu del Mal", los colonizadores. Tenskwatawa Y Tecumseh formaron una confederación de tribus para bloquear la expansión estadounidense. Los británicos vieron a los nativos como aliados valiosos y una frontera a sus colonias canadienses, y les proporcionaron armas. Ataques a los colonos en el Noroeste agravaron más aún las tensiones entre Gran Bretaña y los Estados Unidos. Las incursiones de la Confederación frenaron el acceso de los americanos a tierras de cultivo, depósitos minerales y áreas de comercio de pieles potencialmente valiosas.

## Batalla
El 18 de junio de 1812, los Estados Unidos declararon la guerra al Imperio británico, y el 17 de julio, las fuerzas británicas capturaron Fort Mackinac. El 29 de julio, el General William Hull recibió noticia de la caída de Fort Mackinac e inmediatamente envió órdenes a Heald para evacuar Fort Dearborn. En su carta a Heald, la cual llegó a Fort Dearborn el 9 de agosto, Hull ordenaba a Heald destruir todas las armas y dar el resto de bienes a los indios amigos con la esperanza de lograr una escolta hasta Fort Wayne. Hull también envió una copia de estas órdenes a Fort Wayne con instrucciones adicionales para Heald con toda la información, consejo y asistencia dentro de su poder. En los días siguientes, el Capitán William Wells, quién era el tío de la esposa de Heald, Rebekah, reunió un grupo de aproximadamente 30 nativos Miami. Wells, el cabo Walter K. Jordan, y los Miami viajaron a Fort Dearborn para ayudar en su evacuación.
Wells llegó a Fort Dearborn el 12 o 13 de agosto, y el 14 Heald celebró un consejo con los líderes Potawatomi para informarles de su intención de evacuar el fuerte. Los nativos creyeron que Heald les dijo que distribuiría armas, provisiones y whiskey entre ellos, y que, si enviaban un grupo de Potawatomis para escoltarles a Fort Wayne, les pagaría una gran suma. En realidad, Heald ordenó que se destruyeran todas las armas, la munición y el licor, "por temor de que los americanos Nativos hicieran mal uso si los tenían en su poder."
A las 9 de la mañana del 15 de agosto, la guarnición — compuesta, según el informe de Heald, por 54 regulares estadounidenses, 12 milicianos, 9 mujeres y 18 niños — dejaron Fort Dearborn con la intención de llegar hasta Fort Wayne. Wells dirigió el grupo con algunos de los escoltas de los Miami, mientras el resto se situaron en retaguardia. Aproximadamente una milla y media (2,4 km) al sur de Fort Dearborn, un grupo de Potawatomi atacó al grupo. Heald informó que al descubrir que los indios preparaban una emboscada detrás de una duna, la compañía subió a la cima de la misma, disparó una descarga y cargó contra los Nativos americanos.
Esta maniobra separó la caballería de los carros, permitiendo a la abrumadora fuerza de los Nativos americanos cargar entre ambos grupos, dividiendo y rodeando a ambos. Durante la batalla que siguió, algunos de los nativos americanos cargaron contra la caravana de las mujeres, los niños y las provisiones. Los carros fueron defendidos por la milicia, junto con el alférez Ronan y el médico del fuerte Van Voorhis. Los oficiales y milicianos fueron asesinados, junto con dos de las mujeres y la mayoría de los niños. Wells abandonó la batalla principal e intentó cabalgar para ayudar a los que estaban en los carros. Al hacerlo, fue derribado; según relatos de testigos presenciales, luchó contra muchos nativos americanos antes de morir, y un grupo de indios inmediatamente le cortó el corazón y se lo comió para absorber su coraje. La batalla duró unos 15 minutos, después de lo cual Heald y los soldados supervivientes se retiraron a un área de terreno elevado en la pradera y se rindieron a los nativos americanos, que los llevaron como prisioneros a su campamento cerca de Fort Dearborn. En su informe, Heald cifró las bajas estadounidenses en 26 regulares, los 12 milicianos, 2 mujeres y 12 niños muertos, y el resto, 28 regulares, 7 mujeres y 6 niños, hechos prisioneros. Los supervivientes de la masacre contaron relatos diferentes con respecto a los guerreros Miami. Algunos dijeron que lucharon junto con los americanos, mientras otros dijeron no lucharon en absoluto.